# Giovilabio di Galileo
Il cosiddetto Giovilabio di Galileo è uno strumento in ottone non datato e di autore ignoto, conservato al Museo Galileo di Firenze.
Il giovilabio è certamente da collegare agli studi compiuti da Galileo per determinare i periodi dei satelliti di Giove, la cui scoperta era stata annunciata nel 1610 nel Sidereus Nuncius, e per stabilire i tempi delle loro eclissi. Galileo capì subito che le eclissi di Giove potevano consentire un metodo preciso per determinare la longitudine. Sullo strumento sono segnate le tavole per i moti medi di ognuno dei quattro satelliti. I due dischi girevoli di diverso diametro, che ruotano, collegati tra loro, grazie a un'asta mobile, permettono di ricondurre al Sole le apparenze dei satelliti osservate dalla Terra (apparenze che appaiono irregolari per via dei moti eliocentrici della Terra e di Giove). Galileo avviò lo studio sistematico dei periodi dei satelliti di Giove nel 1611, sviluppando a tale scopo un micrometro. Lo scienziato pisano produsse tavole dei periodi dei satelliti di Giove che offrì, assieme ai propri cannocchiali, prima al Re di Spagna (1611, 1612, 1616 e 1627-1628) e, poi, (1637-1641) agli Stati Generali d'Olanda. Per convincere gli interlocutori spagnoli che era possibile osservare il sistema di Giove in situazione di instabilità, come sul ponte delle navi, Galileo concepì un particolare strumento, che, per la sua foggia a forma di celata, fu definito celatone. In questa seconda proposta illustrò anche i vantaggi recati dall'applicazione del pendolo all'orologio. Nonostante l'interesse suscitato, nessuna delle proposte galileiane fu accolta. Lo strumento proviene dall'eredità di Leopoldo de' Medici.